# Rolf-Günther Bickel
Rolf-Günther Bickel (6 de agosto de 1891 - 16 de março de 1954) foi um oficial alemão que serviu durante a Segunda Guerra Mundial. Foi condecorado com a Cruz de Cavaleiro da Cruz de Ferro.

## Condecorações
| Cruz de Ferro 2ª Classe                                |
| Cruz de Ferro 1ª Classe                                |
| Cruz de Cavaleiro da Cruz de Ferro 8 de agosto de 1944 |